# Morti nel 1052
| Questa pagina contiene informazioni ricavate automaticamente dalle voci biografiche con l'ausilio del template Bio e di un bot. L'aggiornamento è periodico e automatico e ricostruisce completamente la pagina. Se manca una persona in questa lista, sei pregato di non aggiungerla, ma accertati piuttosto che la sua voce biografica contenga il template Bio e che i dati anagrafici siano correttamente compilati. Se il template Bio manca, inseriscilo tu stesso o, in alternativa, metti l'avviso {{tmp\|Bio}} che ne segnala la mancanza. Se i dati riportati sono sbagliati, correggi direttamente la voce biografica; le modifiche saranno visibili in questa lista entro pochi giorni. Per chiarimenti vedi il progetto biografie. La lista contiene solo le 17 persone che sono citate nell'enciclopedia e per le quali è stato implementato correttamente il template Bio. Pagina aggiornata al 13 gen 2025. |

- 14 marzo - Emma di Normandia, regina normanna
- 6 maggio - Bonifacio di Canossa, nobile (n. 985)
- 3 giugno - Guaimario IV di Salerno, principe
- 19 giugno - Fan Zhongyan, politico, scrittore e poeta cinese (n. 989)
- 30 agosto - San Pietro l'eremita
- 2 settembre - Ibn Butlan, medico arabo (n. 1001)
- 29 settembre - Sweyn Godwinson, nobile anglosassone
- 20 novembre - Ugo II di Ponthieu, nobile francese
- 14 dicembre - Aaron, abate e teorico della musica tedesco
- Alinardo, arcivescovo francese (n. 990)
- Božena di Boemia, principessa boema
- Giorgio II di Alessandria, arcivescovo ortodosso egiziano
- Guglielmo I di Besalú, conte
- Oddone di Auxerre, monaco cristiano e abate francese
- Pandolfo di Capaccio, nobile longobardo
- Pandolfo III di Salerno, principe longobardo
- Vladimir II di Novgorod, principe (n. 1020)